# Literackość
Literackość – zespół cech wyróżniających z piśmiennictwa literaturę piękną jako sztukę słowa, realizującą funkcję poetycką języka w odróżnieniu od innych funkcji (poznawczej, ekspresywnej, perswazyjnej etc.). Kategoria literackości została sformułowana po raz pierwszy przez rosyjską szkołę formalną i w przekonaniu jej przedstawicieli miała być głównym przedmiotem badań literaturoznawczych.
W ujęciu formalistów na literackość składa się budowa każdego utworu literackiego, począwszy od warstwy fonetycznej (aliteracja, rym), przez morfologię (tropy gramatyczne i leksykalne), składnię (figury stylistyczne) aż do kompozycji.
Roman Jakobson w 1921 roku o literackości pisał w ten sposób: "Przedmiotem nauki o literaturze nie jest literatura, lecz literackość, to jest to, co czyni dany utwór dziełem literackim. Tymczasem historycy literatury na ogół zachowywali się dotychczas jak policja, która chcąc aresztować określoną osobę, na wszelki wypadek zagarnia wszystkich i wszystko, co znalazło się w mieszkaniu, a także przypadkowych przechodniów z ulicy. Podobnie historycy literatury korzystali ze wszystkiego, co wpadło im pod rękę – a więc z obyczajów, psychologii, polityki, filozofii. Zamiast nauki o literaturze powstawał w ten sposób konglomerat domorosłych dyscyplin.".
Jeden z reprezentantów tego nurtu badań literackich, Jurij Tynianow, rozwinął pojęcie literackości, uznając, że jest to wypadkowa języka, tradycji literackiej oraz sytuacji historycznej. Wyznacznikiem literatury jest jego językowa struktura, ale badacze powinni skupiać się także na wykazywaniu, dlaczego taka, a nie inna konstrukcja językowa była w danym okresie definiowana jako dzieło literackie.